# حصار سیدلر
حصار یکی از روستاهای استان آذربایجان شرقی است که در دهستان قشلاق بخش مرکزی شهرستان اهر واقع شده‌است.این روستا ۱۲۷ نفر جمعیت دارد.